# Beinn Uraraidh
Beinn Uraraidh ist ein Berg auf der schottischen Hebrideninsel Islay. Die 456 m hohe Erhebung befindet sich im Südosten der Insel etwa sieben Kilometer südwestlich des Kaps McArthur’s Head und zehn Kilometer nordnordwestlich des Fährhafens Port Ellen und ostsüdöstlich der Inselhauptstadt Bowmore. Beinn Uraraidh ist Teil einer Bergkette, in der sich mit Beinn na Caillich, Sgorr nam Faoileann, Glas Bheinn, Beinn Bheigeir, Beinn Bhàn und Beinn Sholum die höchsten Berge Islays befinden. Am Gipfel ist ein Steinhaufen aufgeschichtet. An den Hängen des Hügels entspringt der Kintour River, der wenige Kilometer östlich nahe der Siedlung Kintour in die Aros Bay mündet. Wenige hundert Meter südlich befindet sich der See Loch Beinn Uraraidh.
Beinn Uraraidh liegt in einem dünnbesiedelten Teil der Insel, weshalb auch keine Straßen zu dem Berg führen. Es sind jedoch Wanderrouten zu dem Berg beschrieben, die auch die umliegenden Gipfel miteinschließen.
An den Osthängen des Berges stürzte am 25. September 1951 ein Jagdflugzeug des Typs Fairey Firefly ab. Die beiden australischen Piloten, die einen Übungsflug absolvierten, kamen dabei ums Leben. Das Wrack wurde nicht geborgen und Teile liegen noch heute über mehrere hundert Meter verstreut auf dem Berg.